# Масерија Панела (Казерта)
Масерија Панела је насеље у Италији у округу Казерта, региону Кампанија.
Према процени из 2011. у насељу је живело 142 становника. Насеље се налази на надморској висини од 143 м.